# Cláudio Curi
Cláudio Curi (São Paulo, 7 de março de 1954) é um ator, cantor e advogado brasileiro.
Advogado graduado pela Faculdade de Direito do Largo de São Francisco, Cláudio acumula graduação em Letras com Diploma Superior de Língua e Literatura Francesa, de 1974, pela Universidade de Nancy e complementação didática pela Faculdade de Filosofia N.S. Medianeira. Como advogado, especializou-se em direito trabalhista, e nessa condição advogou para vários sindicatos classistas.

## Teatro
Em artes, iniciou seus trabalhos como ator amador do Grupo de Teatro do Clube Monte Líbano, em 1968, atuado nos papéis centrais de cerca de 15 peças, entre as quais, De repente, no último verão, de Tennessee Williams, A cantora Careca de Ionesco, O Boca de Ouro de Nelson Rodrigues, Sonho de Uma Noite de Verão de Shakespeare e Testemunha da Acusação de Agatha Cristie.
Como ator profissional, entre outras, participou das seguintes montagens:
- Corinthians, Meu Amor, de César Vieira
- As Tias de Aguinaldo Silva e Doc Comparato
- Direita, Volver e Luar em Preto e Branco, ambas de Lauro César Muniz,
- A Lei de Lynch, de Walter Quaglia
- Minhas Loucas Mulheres de Walcyr Carrasco.
- A Bela e a Fera - O Musical da Broadway, com produção da Time 4 Fun, tendo no elenco Kiara Sasso, Roberto Rocha e Daniel Boaventura. Teatro Abril.
- Amor! Coragem! Compaixão!, de Terence McNally. Direção de Emílio Di Biase, tendo no elenco Hélio Cícero e Mauro Gorini, entre outros.
- Zorro - O Musical. Direção de Roberto Lage, tendo no elenco Jarbas Homem de Mello, Luiz Araújo, Gerson Steves e mais 20 atores e bailarinos.[4]

## Telenovelas
- 2006 - Cristal (telenovela) .... Padre Francisco
- 2004 - A Escrava Isaura .... Martinho Loureiro
- 2001 - Amor e Ódio .... Salazar
- 1999 - Tiro e Queda .... Xuxu
- 1998 - Serras Azuis .... Zário Zanota
- 1997 - Por Amor e Ódio .... Xavier
- 1996 - Quem É Você? .... Rui
- 1995 - As Pupilas do Senhor Reitor .... Rogério
- 1993 - O Mapa da Mina .... Pascoalino Stromboli
- 1990 - Araponga .... Paulino
- 1989 - Cortina de Vidro .... Dico
- 1989 - O Salvador da Pátria .... Sidney
- 1986 - Roda de Fogo .... Jacinto Donato

## Cinema
No Cinema, entre outros, esteve em O Beijo da Mulher Aranha de Héctor Babenco, Forever de Walter Hugo Khouri, Capitalismo Selvagem de André Klotzel e Boleiros de Ugo Giorgetti.